# Cryptocarya caloneura
Cryptocarya caloneura là loài thực vật có hoa trong họ Nguyệt quế. Loài này được (Scherff.) Kosterm. miêu tả khoa học đầu tiên năm 1950.